# Grand Prix automobile de Grande-Bretagne 1967
GP précédent GP suivant
Le Grand Prix de Grande-Bretagne 1967 (XXth British Grand Prix), disputé sur le circuit de Silverstone le 15 juillet 1967, est la cent-cinquante-sixième épreuve du championnat du monde de Formule 1 courue depuis 1950 et la sixième manche du championnat 1967.

## Contexte avant la course

### Le championnat du monde
Depuis la saison précédente, la Formule 1 a adopté la réglementation trois litres pour les monoplaces à moteur atmosphérique, avec également possibilité d'utilisation de moteurs suralimentés, un coefficient deux étant alors appliqué pour la cylindrée (soit un maximum de 1 500 cm3 en cas d'utilisation d'un compresseur volumétrique ou d'un turbocompresseur). La réglementation s'appuie sur les points suivants :
- pas de cylindrée minimale
- cylindrée maximale : 3 000 cm3 si moteur atmosphérique ou 1 500 cm3 si moteur suralimenté
- poids minimal : 500 kg (à sec)
- roues non carénées
- double circuit de freinage obligatoire
- arceau de sécurité obligatoire (le haut du cerceau devant dépasser le casque du pilote)
- démarreur de bord obligatoire
- carburant commercial obligatoire
- ravitaillement en huile interdit durant la course
- distance minimale d'un Grand Prix : 300 km
- distance maximale d'un Grand Prix : 400 km
- distance minimale pour être classé : 90% de la distance parcourue par le vainqueur

Après la main mise de Jack Brabham sur le championnat 1966, la saison 1967 s'annonce beaucoup plus ouvertes, les cinq premières manches ayant été remportées par cinq pilotes différents. L'apparition victorieuse de la Lotus 49 à moteur V8 Cosworth lors du Grand Prix des Pays-Bas laissait entrevoir une domination totale des monoplaces de Colin Chapman, mais leur manque de fiabilité a permis à Denny Hulme (vainqueur du Grand Prix de Monaco) et à son employeur Brabham (vainqueur du Grand Prix de France) d'occuper les deux premières places du classement provisoire.

### Le circuit

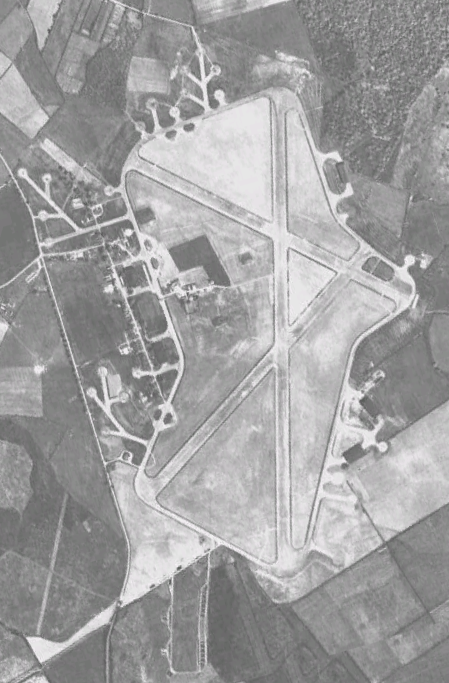
Tracé en 1948 sur le site de Silverstone, le circuit emprunte les voies d'accès aux pistes de l'ancienne base aérienne.

Les dégâts infligés aux autodromes anglais au cours de la Seconde Guerre mondiale ont amené le comité sportif du Royal Automobile Club à envisager d'utiliser un aérodrome désaffecté pour aménager un nouveau circuit. Entre la base de 
Snitterfield (Warwickshire) et celle de Silverstone (située à environ cent kilomètres au nord-ouest de Londres), le choix fut rapidement établi en faveur de la deuxième, sa proximité avec la capitale s'avérant un facteur décisif. Le tracé d'origine, combinant voies d'accès et pistes d'atterrissage, développait près de six kilomètres. Le premier Grand Prix de Grande-Bretagne y fut organisé en octobre 1948, la victoire revenant à Luigi Villoresi (sur Maserati), également auteur du record du tour à 123,6 km/h de moyenne. Jugé peu sûr, les deux lignes droites se faisant face n'ayant qu'une séparation fictive, le circuit fut redessiné l'année suivante, empruntant exclusivement les routes périphériques de la base. C'est ce second tracé de 4,7 kilomètres qui est depuis régulièrement utilisé, les seules modifications apportées depuis étant la suppression de la chicane du «Club Corner» et le déplacement des stands. Le record officiel du circuit est détenu par le pilote-constructeur Jack Brabham, qui avait effectué un tour à 188,9 km/h de moyenne lors de International Trophy 1966.

## Monoplaces en lice
- Brabham BT24 "Usine"

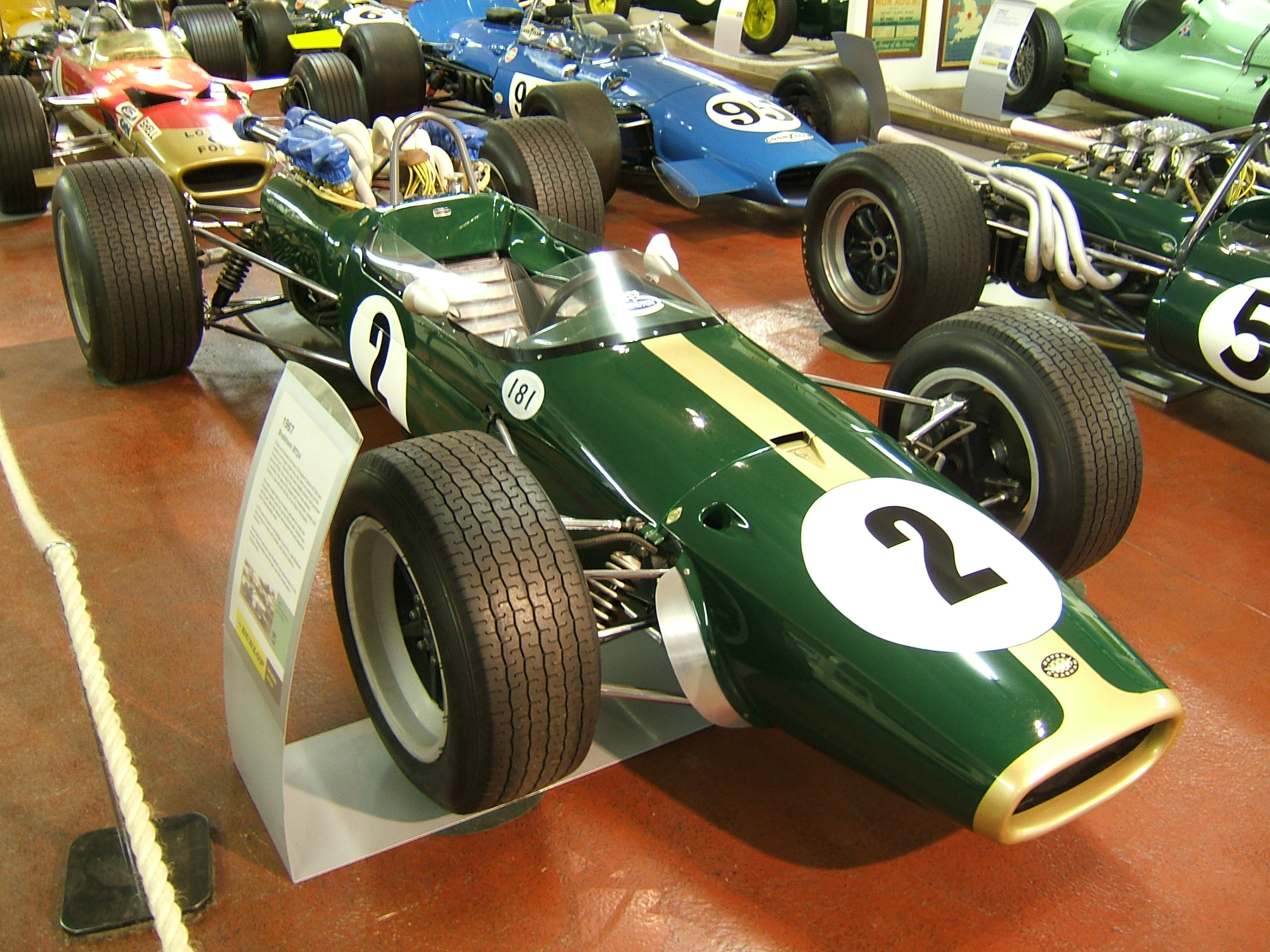
Conçues à partir d'un châssis de Formule 2, les Brabham BT24 à moteur V8 Repco sont extrêmement compactes.

Jack Brabham et Denny Hulme pilotent les BT24 avec lesquelles ils ont réalisé le doublé au dernier Grand Prix de l'A.C.F.. Dérivées de la BT23 de Formule 2, ces monoplaces à châssis multitubulaire sont très compactes. Leur moteur V8 Repco à simples arbres à cames en tête est alimenté par un système d'injection mécanique Lucas. Sa puissance maximale est de 330 chevaux à 8000 tr/min. Il se caractérise par une grande souplesse d'utilisation et une excellente fiabilité. La transmission est assurée par une boîte de vitesses Hewland DG300 à cinq rapports. Ces voitures pèsent 510 kg à vide. Après quelques problèmes techniques lors des premiers tours de roues, elles sont désormais parfaitement au point et l'usine vient de céder ses deux BT20 utilisées en début de saison, la première étant vendue au pilote rhodésien John Love (un des principaux animateurs du championnat d'Afrique du Sud), la seconde à Guy Ligier en remplacement de sa Cooper. L'équipe a toutefois gardé en réserve, dans ses locaux de Milton Keynes, la BT19 ayant valu le titre 1966 au pilote-constructeur. Les Brabham officielles sont chaussées de pneus Goodyear.
- Brabham BT11 & BT20 privées

Guy Ligier utilise pour la première fois la BT20 qu'il vient d'acquérir et qui porte encore ses couleurs d'origine. Il s'agit de la voiture victorieuse à Monaco aux mains de Denny Hulme. Elle est dotée de la première version du V8 Repco, avec sorties d'échappement à l'extérieur du vé, développant 300 chevaux à 7250 tr/min. Elle pèse environ 570 kg. Bob Anderson aligne quant à lui son habituelle Brabham BT11, avec laquelle il dispute sa quatrième saison. Elle est motorisée par un antique moteur quatre cylindres Climax FPF de 2,7 litres, d'une puissance de l'ordre de 260 chevaux à 6800 tr/min. Ligier et Anderson utilisent des pneus Firestone.
- Ferrari 312 "Usine"

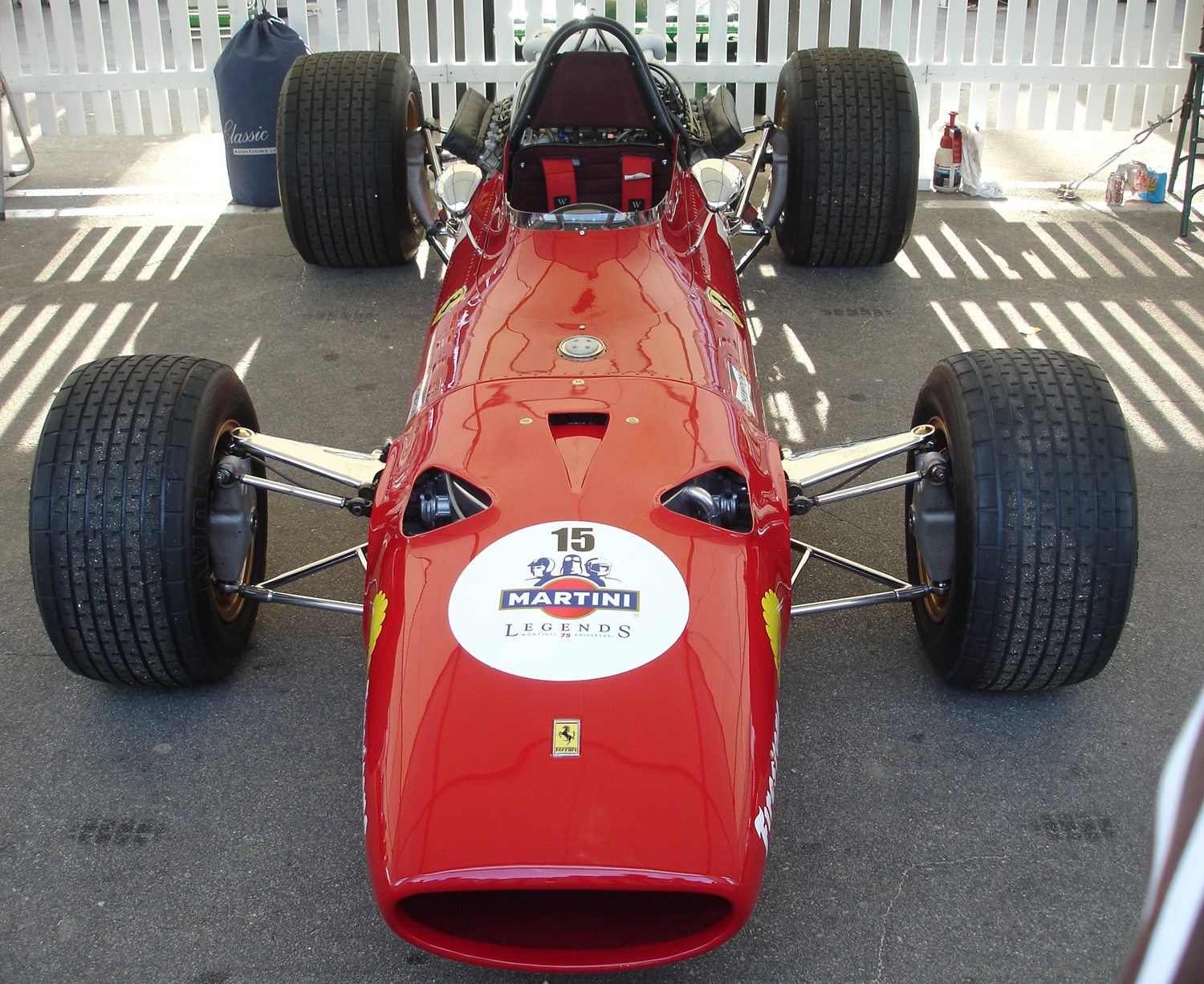
Une Ferrari 312/67 lors d'une manifestation historique.

Depuis la disparition de Lorenzo Bandini en mai et le grave accident ayant touché Mike Parkes le mois suivant, la Scuderia Ferrari limite sa présence en Grand Prix à une seule voiture, Chris Amon défendant seul les chances de l'équipe italienne. Le jeune pilote néo-zélandais dispose d'une 312/67, monoplace à châssis monocoque motorisée par un V12 à double arbre à cames en tête et 36 soupapes, alimenté par injection indirecte Lucas. Sa puissance maximale est de 390 chevaux à 10000 tr/min. La boîte de vitesses est à cinq rapports. Cette voiture de 550 kg est chaussée de pneus Firestone.
- Cooper T81 & T86 "Usine"

Jochen Rindt devrait disposer de la nouvelle T86, très attendue en remplacement des lourdes et encombrantes T81. Toute comme les modèles précédents de la marque, la T86, dont le châssis monocoque est beaucoup plus compact que celui de sa devancière, a été conçue sous la direction de Derrick White. Elle est équipée de la toute dernière version du V12 Maserati (Tipo 10), avec distribution à trois soupapes par cylindre, à double allumage, alimenté par un système d'injection Lucas. Ce moteur, déjà testé à Monaco, développe théoriquement 400 chevaux à 10000 tr/min. Il est accouplé à une boîte cinq vitesses Hewland. La voiture, tout juste achevée pour l'épreuve britannique, pèse 570 kg à vide. La T81B utilisée en début de saison par Rindt lui sert désormais de mulet. Elle pèse 620 kg et son moteur Maserati V12 Tipo 9 à deux soupapes par cylindre développe 360 chevaux à 9000 tr/min. Elle est également dotée de la boîte «cinq» Hewland. Pedro Rodríguez dispose de sa T81 habituelle, un modèle de 1966 (pesant 640 kg) avec moteur Maserati Tipo 9 mais boîte «cinq» ZF. Pour son épreuve locale, l'équipe dirigée par Roy Salvadori a préparé une quatrième voiture, identique à celle de Rodríguez, pour Alan Rees, un des principaux animateurs des courses de Formule 2. Les Cooper utilisent des pneus Firestone.
- Cooper T77 & T81 privées

Deux T81 privées (modèles 1966) sont présentes à Silverstone : celle du Rob Walker Racing Team, confiée à Joseph Siffert, et celle du pilote indépendant Joakim Bonnier. Contrairement aux versions "Usine", leur V12 Maserati est à simple allumage, la puissance étant limitée à 330 chevaux. Le mécène suisse Charles Vögele a loué la T77 que son compatriote Fritz Baumann utilisait en course de côte pour la saison 1966. Il s'agit d'une ex F11 500 cm3 modifiée par le chef-mécanicien Alf Francis, qui a remplacé le moteur Climax d'origine par un V8 ATS de 2,7 litres, d'une puissance de l'ordre de 250 chevaux. Cette voiture est confiée à Silvio Moser, qui avait en début d'année disputé le Grand Prix de Syracuse à son volant. Siffert et Bonnier roulent sur pneus Firestone, Moser sur pneus Dunlop.
- BRM P83 & P115 "Usine"

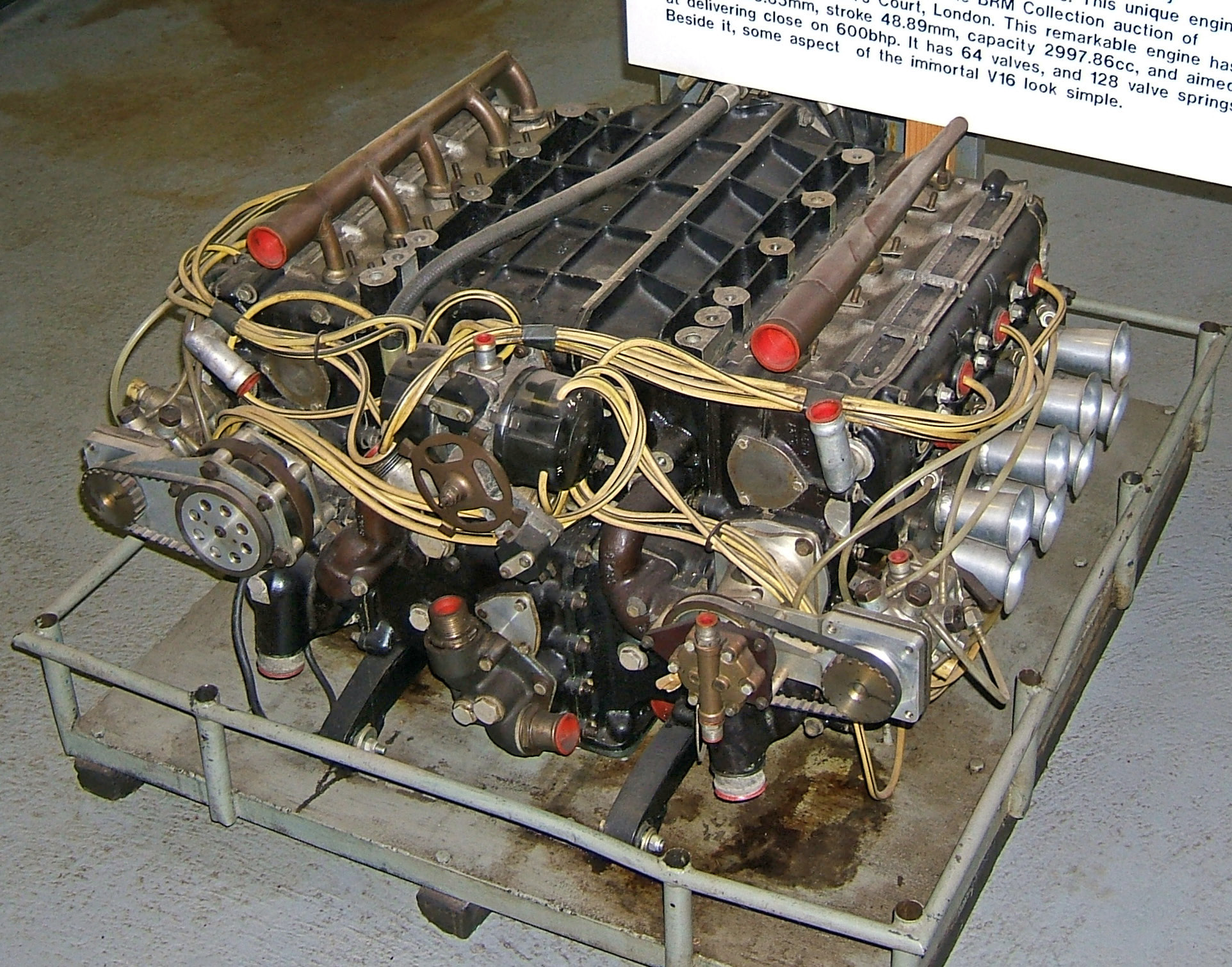
L'imposant moteur 16 cylindres équipant les deux BRM officielles.

L'équipe BRM aligne sa dernière P115 pour Jackie Stewart, ce modèle n'ayant encore disputé aucune course, le pilote écossais l'ayant jusqu'alors jugée insuffisamment au point. Son coéquipier Mike Spence dispose quant à lui d'une P83 de 1966. Le même type de moteur à 16 cylindres en H anime ces deux voitures à structure monocoque. Alimenté par un système d'injection indirecte Lucas, il développe 400 chevaux à 10000 tr/min, une puissance respectable mais le poids élevé de ce bloc (environ 250 kg) s'avère un handicap, surtout sur les tracés sinueux. Malgré l'allègement de son châssis, la P115 accuse 665 kg sur la balance, 35 de moins que la P83. Ces deux monoplaces sont équipées d'une boîte de vitesses à six rapports, conçue et réalisée en interne, et utilisent des pneus Goodyear.
- BRM P83 & P261 privées

Le Reg Parnell Racing engage une P83 (prêtée par l'usine) pour Chris Irwin, la P261 de l'équipe étant pour la circonstance confiée à Piers Courage. Le Bernard White Racing a également amené une P261 (500 kg, moteur V8 de deux litres, 270 chevaux), confiée à David Hobbs. Ces trois voitures sont équipées de pneus Goodyear.
- Lotus 49 "Usine"

Jim Clark et Graham Hill disposent de leurs Lotus 49 habituelles. Conçues par Colin Chapman en collaboration avec le motoriste Cosworth, sous partenariat Ford, ces monoplaces ont inauguré le principe du moteur porteur, le V8 étant directement boulonné derrière le cockpit, le châssis monocoque ne comprenant pas de berceau arrière. Ce V8 Cosworth DFV, à double arbre à cames en tête, ne pèse que 168 kg, embrayage et accessoires compris. Alimenté par un système d'injection indirecte Lucas et doté d'une distribution à quatre soupapes par cylindre, il fournit 400 chevaux à 9000 tr/min. La transmission est assurée par une boîte cinq vitesses ZF. Les Lotus 49 pèsent 510 kg à vide et sont chaussées de pneus Firestone.
- Eagle T1G "Usine"

Le pilote-constructeur américain Dan Gurney a engagé deux Eagle T1G à moteur V12 Weslake (double arbre à cames en tête, 48 soupapes, 410 chevaux à 10000 tr/min). Il dispose d'une version allégée (avec châssis monocoque réalisé à partir de titane et de magnésium) pesant 525 kg à vide, alors que son coéquipier occasionnel Bruce McLaren (qui fera courir sa propre voiture dès que le nouveau V12 BRM sera opérationnel) s'est vu confier un modèle 1966 (avec coque en aluminium), qui pèse 50 kg de plus. Les Eagle utilisent des pneus Goodyear.
- Honda RA273 "Usine"

Avec son moteur V12 à double arbre à cames en tête et distribution à quatre soupapes par cylindre développant 420 chevaux à 10500 tr/min, la Honda RA273 est la plus puissante monoplace du plateau. Mais c'est également la plus lourde (740 kg à vide) et les fréquents dysfonctionnements de son système d'alimentation ont empêché John Surtees d'obtenir des résultats probants. L'équipe japonaise a boycotté le dernier Grand Prix de l'ACF et procédé à de nombreux tests afin de tenter de résoudre ces problèmes et Surtees vient de consacrer une journée d'essais sur le circuit de Goodwood à la mise au point du nouveau système d'injection conçu sous la direction de l'ingénieur Yoshio Nakamura. C'est ce système qui a été retenu pour la Honda engagée à Silverstone. Dotée d'une boîte cinq vitesses réalisée en interne, elle est désormais chaussée de pneus Firestone.
- McLaren M3A privée

Habitué des courses de Formule Libre, le pilote privé Robin Darlington voulait tenter sa chance en Grand Prix en adaptant l'ancien moteur V8 Climax Godiva FPE sur son habituelle McLaren M3A. Ce projet ne s'est cependant pas matérialisé et Darlington a déclaré forfait.

## Coureurs inscrits

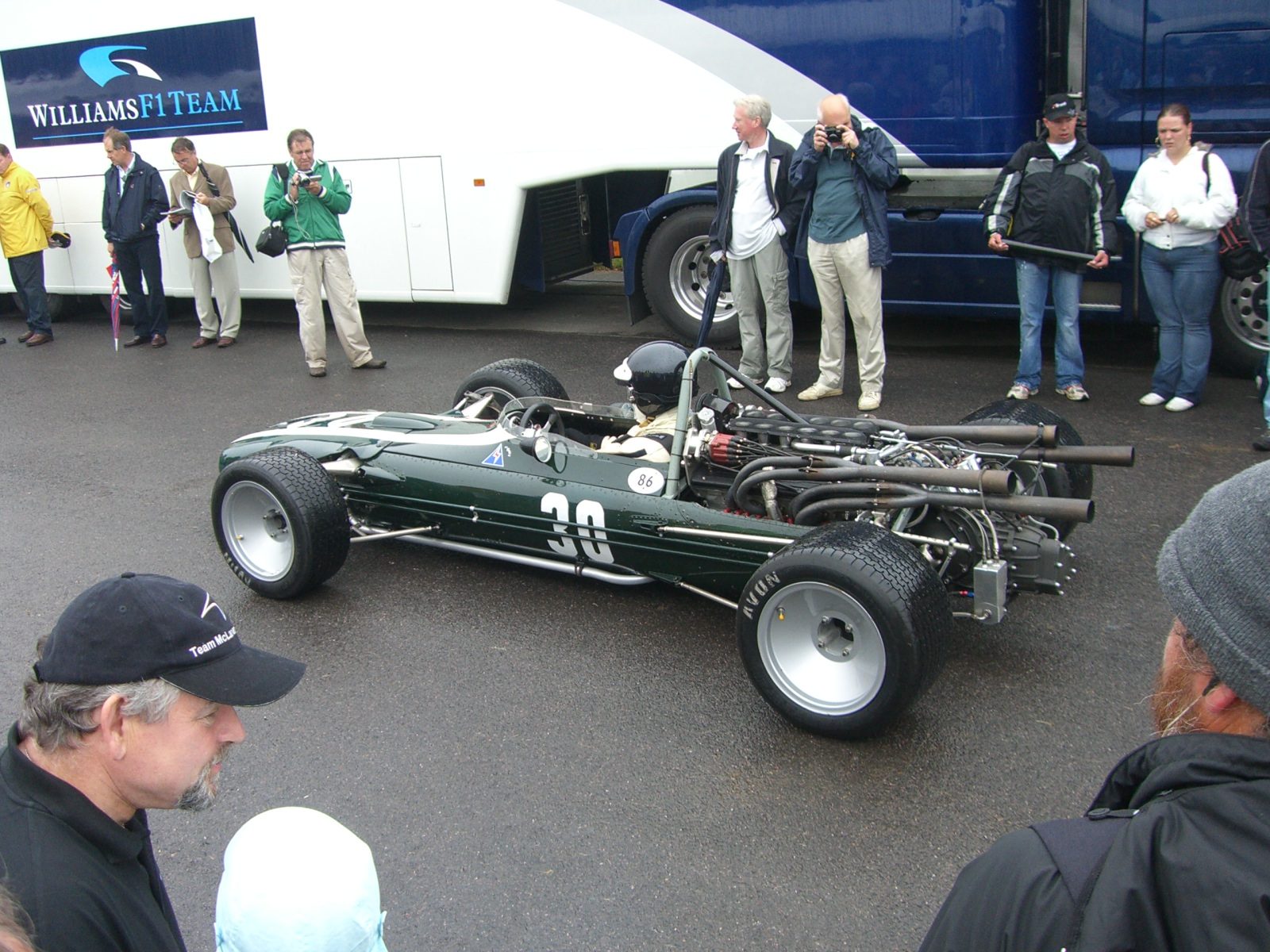
Jochen Rindt est engagé sur la toute nouvelle Cooper-Maserati T86 (vue ici lors d'une manifestation historique).

| no  | Pilote           | Écurie                      | Constructeur | Modèle           | N° châssis  | Moteur                                    | Pneumatiques |
| --- | ---------------- | --------------------------- | ------------ | ---------------- | ----------- | ----------------------------------------- | ------------ |
| 1   | Jack Brabham     | Brabham Racing Organisation | Brabham      | Brabham BT24     | BT24/1      | Repco 740 V8                              | G            |
| 2   | Denny Hulme      | Brabham Racing Organisation | Brabham      | Brabham BT24     | BT24/2      | Repco 740 V8                              | G            |
| 3   | Jackie Stewart   | Owen Racing Organisation    | BRM          | BRM P115 BRM P83 | 1151 8302   | BRM P75 H16 BRM P75 H16                   | G            |
| 4   | Mike Spence      | Owen Racing Organisation    | BRM          | BRM P83          | 8303        | BRM P75 H16                               | G            |
| 5   | Jim Clark        | Team Lotus                  | Lotus        | Lotus 49         | 49 R2       | Ford Cosworth DFV V8                      | F            |
| 6   | Graham Hill      | Team Lotus                  | Lotus        | Lotus 49         | 49 R1 49 R3 | Ford Cosworth DFV V8 Ford Cosworth DFV V8 | F            |
| 7   | John Surtees     | Honda R&D Company           | Honda        | Honda RA273      | F102        | Honda RA273E V12                          | F            |
| 8   | Chris Amon       | SpA Ferrari SEFAC           | Ferrari      | Ferrari 312/67   | 312/0003    | Ferrari 242 V12                           | F            |
| 9   | Dan Gurney       | Anglo-American Racers       | Eagle        | Eagle T1G        | 104         | Weslake 58 V12                            | G            |
| 10  | Bruce McLaren    | Anglo-American Racers       | Eagle        | Eagle T1G        | 102         | Weslake 58 V12                            | G            |
| 11  | Jochen Rindt     | Cooper Car Company          | Cooper       | Cooper T86       | F1-2-67     | Maserati 10/F1 V12                        | F            |
| 11T | Jochen Rindt     | Cooper Car Company          | Cooper       | Cooper T81 B     | F1-1-67     | Maserati 9/F1 V12                         | F            |
| 12  | Pedro Rodríguez  | Cooper Car Company          | Cooper       | Cooper T81       | F1-6-66     | Maserati 9/F1 V12                         | F            |
| 14  | Alan Rees        | Cooper Car Company          | Cooper       | Cooper T81       | F1-3-66     | Maserati 9/F1 V12                         | F            |
| 15  | Chris Irwin      | Reg Parnell Racing          | BRM          | BRM P83 BRM P261 | 8302 2614   | BRM P75 H16 BRM P60 V8                    | G            |
| 16  | Piers Courage    | Reg Parnell Racing          | BRM          | BRM P261         | 2614        | BRM P60 V8                                | G            |
| 17  | Joseph Siffert   | Rob Walker/Jack Durlacher   | Cooper       | Cooper T81       | F1-2-66     | Maserati 9/F1 V12                         | F            |
| 18  | Guy Ligier       | Privé                       | Brabham      | Brabham BT20     | F1-2-66     | Repco 620 V8                              | F            |
| 19  | Bob Anderson     | DW Racing Enterprises       | Brabham      | Brabham BT11     | F1-5-64     | Coventry Climax FPF L4                    | F            |
| 20  | David Hobbs      | Bernard White Racing        | BRM          | BRM P261         | 2615        | BRM P60 V8                                | G            |
| 21  | Robin Darlington | Privé                       | McLaren      | McLaren M3A      | M3A/3       | Climax Godiva FPE V8                      | G            |
| 22  | Silvio Moser     | Charles Vögele Racing       | Cooper       | Cooper T77       | F1-1-65     | ATS V8                                    | D            |
| 23  | Joakim Bonnier   | Joakim Bonnier Racing Team  | Cooper       | Cooper T81       | F1-5-66     | Maserati 9/F1 V12                         | F            |

- La lettre T accolée au numéro désigne la voiture de réserve («Test car», en anglais).

## Qualifications
Trois séances qualificatives sont prévues, deux le jeudi et une le vendredi précédant la course.

### Première séance - jeudi 13 juillet (matin)
Le temps est légèrement brumeux lorsque commence la première session qualificative, le jeudi matin, mais le soleil apparaît bientôt. Plusieurs séances d'essais libres ont eu lieu sur le circuit les jours précédents aussi la plupart des monoplaces sont-elles déjà parfaitement réglées. Au sein de l'équipe Cooper, cependant, les mécaniciens travaillent encore d'arrache-pied à l'usine pour achever la préparation de la nouvelle T86 confiée à Jochen Rindt, laissant le jeune Autrichien sans volant pour la matinée. Profitant des problèmes d'allumage affectant les deux Lotus, Jack Brabham et Denny Hulme vont se montrer les plus rapides, le pilote-constructeur australien accomplissant un tour à 195,8 km/h de moyenne juste avant d'être stoppé par une panne de pompe à essence, devançant d'une seconde son coéquipier. Malgré un moteur cafouillant quelque peu, Jim Clark obtient tout de même le troisième meilleur temps, devant la Ferrari de Chris Amon. Dan Gurney, cinquième, est relégué à deux secondes de Brabham alors que sur la deuxième Eagle son coéquipier Bruce McLaren n'a effectué que peu de tours avant de devoir faire réparer sa monoplace, un dysfonctionnement du différentiel affectant la tenue de route. Étrennant la Brabham qu'il vient de racheter à l'usine, Guy Ligier a passé la séance à tester différents types de pneus, le pilote français utilisant des gommes Firestone alors que la voiture était adaptée aux Goodyear.

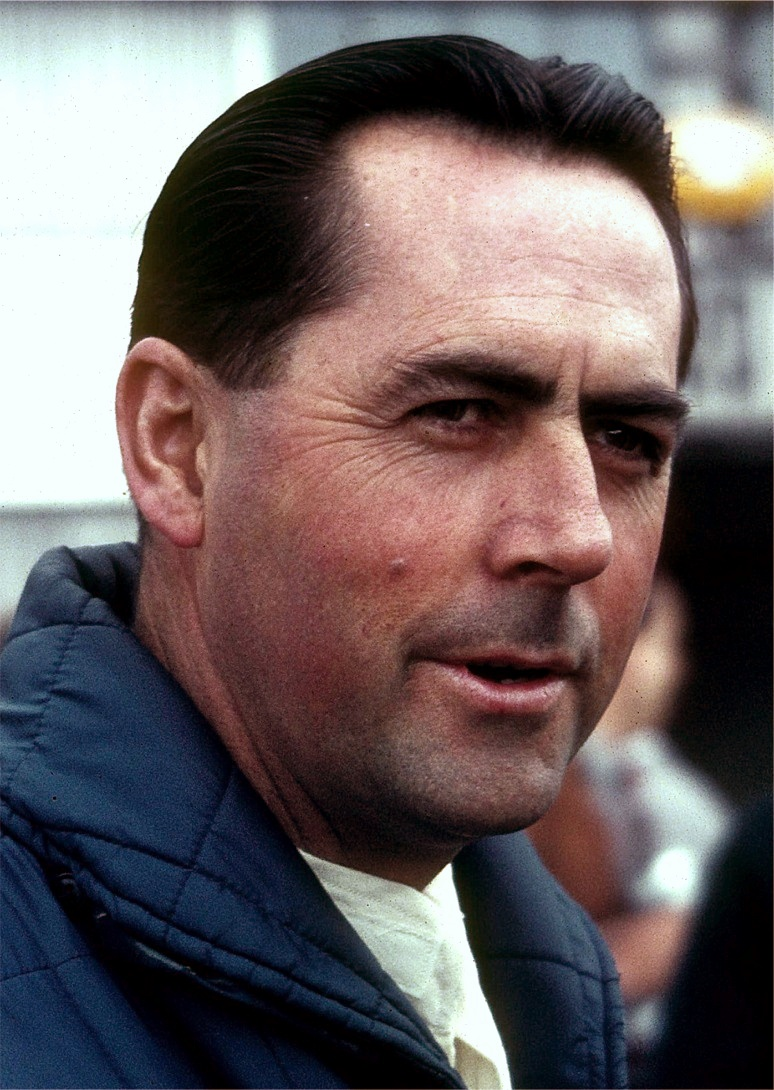
Jack Brabham s'est montré le plus rapide lors de la premières séance qualificative.

| Pos. | Pilote          | Écurie          | Temps        | Écart    |
| ---- | --------------- | --------------- | ------------ | -------- |
| 1    | Jack Brabham    | Brabham-Repco   | 1 min 26 s 6 |          |
| 2    | Denny Hulme     | Brabham-Repco   | 1 min 27 s 6 | + 1 s 0  |
| 3    | Jim Clark       | Lotus-Ford      | 1 min 27 s 8 | + 1 s 2  |
| 4    | Chris Amon      | Ferrari         | 1 min 28 s 1 | + 1 s 5  |
| 5    | Dan Gurney      | Eagle-Weslake   | 1 min 28 s 6 | + 2 s 0  |
| 6    | Graham Hill     | Lotus-Ford      | 1 min 28 s 7 | + 2 s 1  |
| 7    | Mike Spence     | BRM             | 1 min 28 s 8 | + 2 s 2  |
| 8    | Jackie Stewart  | BRM             | 1 min 29 s 1 | + 2 s 5  |
| 9    | Bruce McLaren   | Eagle-Weslake   | 1 min 29 s 3 | + 2 s 7  |
| 10   | Pedro Rodríguez | Cooper-Maserati | 1 min 29 s 6 | + 3 s 0  |
| 11   | John Surtees    | Honda           | 1 min 29 s 9 | + 3 s 3  |
| 12   | Bob Anderson    | Brabham-Climax  | 1 min 30 s 7 | + 4 s 1  |
| 13   | David Hobbs     | BRM             | 1 min 30 s 9 | + 4 s 3  |
| 14   | Piers Courage   | BRM             | 1 min 31 s 6 | + 5 s 0  |
| 15   | Joakim Bonnier  | Cooper-Maserati | 1 min 32 s 0 | + 5 s 4  |
| 16   | Alan Rees       | Cooper-Maserati | 1 min 32 s 3 | + 5 s 7  |
| 17   | Chris Irwin     | BRM             | 1 min 32 s 4 | + 5 s 8  |
| 18   | Joseph Siffert  | Cooper-Maserati | 1 min 32 s 4 | + 5 s 8  |
| 19   | Guy Ligier      | Brabham-Repco   | 1 min 35 s 4 | + 8 s 8  |
| 20   | Silvio Moser    | Cooper-ATS      | 1 min 37 s 8 | + 11 s 2 |

### Deuxième séance - jeudi 13 juillet (après-midi)
Le deuxième séance se déroule en fin d'après-midi, sous le soleil, sa durée étant limitée à une heure. Déçu par le comportement de la BRM P115, Jackie Stewart la laisse à son coéquipier Mike Spence et reprend le volant du modèle 1966. Spence n'effectuera toutefois que quelques tours : l'affaissement de la suspension avant au moment d'aborder le virage de Copse va provoquer une spectaculaire sortie de route ; le pilote anglais en sort indemne mais sa session s'arrête là. La préparation de la nouvelle Cooper n'est toujours pas terminée et Rindt doit utiliser l'ancien modèle. Les moteurs des Lotus ne donnent toujours pas leur plein rendement, le problème affectant cependant plus Graham Hill que Clark. Ce dernier va d'ailleurs parvenir à tourner à 196 km/h, battant d'un dixième de seconde le temps obtenu par Brabham le matin. Malgré quelques petits problèmes de freins, Gurney obtient le deuxième temps de la soirée. La séance étant très courte, beaucoup de pilotes n'ont pas amélioré leur performance du matin. McLaren a longtemps attendu avant de pouvoir récupérer sa voiture et n'a eu le temps d'effectuer qu'un seul tour.

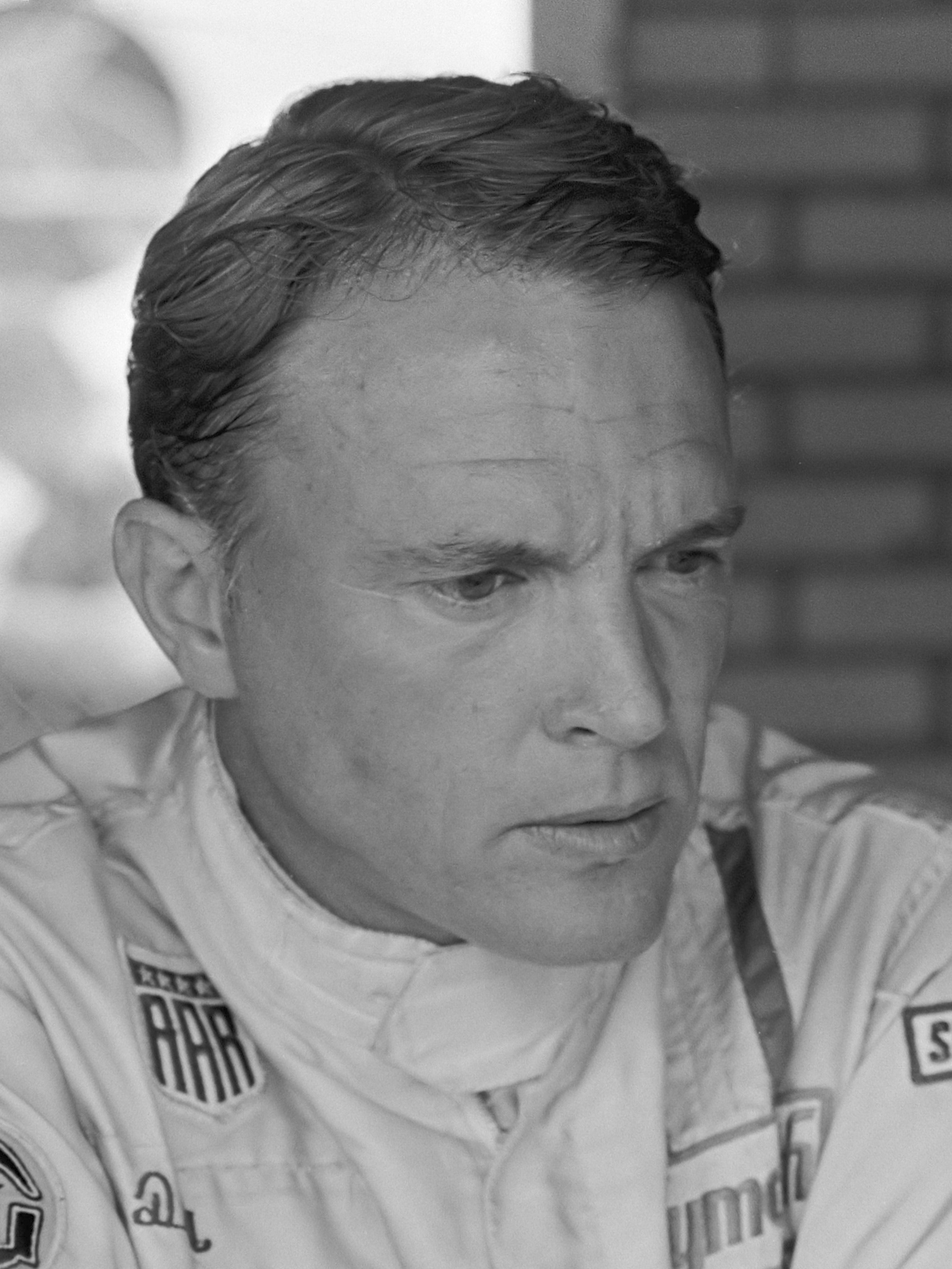
Des problèmes de freins ont perturbé la séance de Dan Gurney, qui échoue à huit dixièmes de seconde de Clark.

| Pos. | Pilote          | Écurie          | Temps        | Écart    |
| ---- | --------------- | --------------- | ------------ | -------- |
| 1    | Jim Clark       | Lotus-Ford      | 1 min 26 s 5 |          |
| 2    | Dan Gurney      | Eagle-Weslake   | 1 min 27 s 3 | + 0 s 8  |
| 3    | Jack Brabham    | Brabham-Repco   | 1 min 27 s 7 | + 1 s 2  |
| 4    | Denny Hulme     | Brabham-Repco   | 1 min 27 s 9 | + 1 s 4  |
| 5    | Chris Amon      | Ferrari         | 1 min 28 s 2 | + 1 s 7  |
| 6    | Jochen Rindt    | Cooper-Maserati | 1 min 29 s 0 | + 2 s 5  |
| 7    | Pedro Rodríguez | Cooper-Maserati | 1 min 29 s 0 | + 2 s 5  |
| 8    | Jackie Stewart  | BRM             | 1 min 29 s 2 | + 2 s 7  |
| 9    | Graham Hill     | Lotus-Ford      | 1 min 29 s 2 | + 2 s 7  |
| 10   | John Surtees    | Honda           | 1 min 29 s 6 | + 3 s 1  |
| 11   | Chris Irwin     | BRM             | 1 min 30 s 0 | + 3 s 5  |
| 12   | Piers Courage   | BRM             | 1 min 30 s 4 | + 3 s 9  |
| 13   | Mike Spence     | BRM             | 1 min 30 s 7 | + 4 s 2  |
| 14   | Alan Rees       | Cooper-Maserati | 1 min 31 s 1 | + 4 s 6  |
| 15   | David Hobbs     | BRM             | 1 min 31 s 8 | + 5 s 3  |
| 16   | Joseph Siffert  | Cooper-Maserati | 1 min 32 s 0 | + 5 s 5  |
| 17   | Guy Ligier      | Brabham-Repco   | 1 min 34 s 8 | + 8 s 3  |
| 18   | Silvio Moser    | Cooper-ATS      | 1 min 35 s 2 | + 8 s 7  |
| 19   | Bruce McLaren   | Eagle-Weslake   | 2 min 01 s 5 | + 35 s 0 |

### Troisième séance - vendredi 14 juillet (matin)
Le temps est couvert lorsque commencent les derniers essais qualificatifs et les pilotes prennent immédiatement la piste, craignant qu'une averse ne vienne perturber la séance. Rindt dispose enfin de la nouvelle Cooper, arrivée juste à temps. Durant la nuit, Keith Duckworth a trouvé l'origine des problèmes de fonctionnement des moteurs Cosworth équipant les Lotus et la voiture de Clark est bientôt totalement opérationnelle. L'écossais en profite pour se mettre en évidence, dominant nettement tous ses adversaires. Il améliore bientôt le record officieux, atteignant 197,9 km/h de moyenne après sa première série de tours rapides. L'équipe Lotus entreprend alors d'affiner les réglages de suspension, tandis qu'en parallèle on optimise la carburation sur le V8 de Hill. Grâce aux améliorations apportées sur sa voiture, Clark ne tarde pas à se mettre hors de portée de tous, sa deuxième série de tours lancés se concluant à 198,8 km/h de moyenne. Ses problèmes moteurs résolus, Hill s'évertue ensuite à peaufiner ses réglages de suspension. Il parvient à établir le deuxième temps, à sept dixièmes de seconde de son coéquipier mais ne semble pas tout à fait satisfait du comportement de sa voiture ; alors qu'il aborde l'entrée des stands pour une ultime phase de mise au point, un bras de suspension arrière cède, la Lotus étant aussitôt projetée contre le talus. Hill n'est pas blessé, mais l'avant de sa voiture est sérieusement endommagé et la coque déchirée. En piste à ce moment, Clark va rouler sur les débris de la voiture de son coéquipier et une crevaison met un terme à sa session. Les temps réalisés par les deux pilotes Lotus leur assurent néanmoins les deux premières places sur la grille de départ, la première ligne étant complétée par les Brabham de Brabham et Hulme. Gurney, qui a égalé le chrono de Hulme, s'élancera à l'intérieur de la deuxième ligne, au côté d'Amon et de John Surtees qui, malgré un moteur cafouillant, a réussi à tirer le meilleur parti de sa Honda. Stewart a également subi une rupture de suspension et sa BRM est hors d'usage. L'équipe britannique décide alors de lui attribuer la voiture de Chris Irwin (dont l'équipe, dirigée par Tim Parnell, est partenaire de l'usine) ; Irwin se voit quant à lui attribuer la BRM à moteur V8 de son coéquipier Piers Courage, moins bien qualifié, ce dernier se retrouvant sans volant pour la course.
| Pos. | Pilote          | Écurie          | Temps        | Écart   |
| ---- | --------------- | --------------- | ------------ | ------- |
| 1    | Jim Clark       | Lotus-Ford      | 1 min 25 s 3 |         |
| 2    | Graham Hill     | Lotus-Ford      | 1 min 26 s 0 | + 0 s 7 |
| 3    | Jack Brabham    | Brabham-Repco   | 1 min 26 s 2 | + 0 s 9 |
| 4    | Denny Hulme     | Brabham-Repco   | 1 min 26 s 3 | + 1 s 0 |
| 5    | Dan Gurney      | Eagle-Weslake   | 1 min 26 s 4 | + 1 s 1 |
| 6    | Chris Amon      | Ferrari         | 1 min 26 s 9 | + 1 s 6 |
| 7    | John Surtees    | Honda           | 1 min 27 s 2 | + 1 s 9 |
| 8    | Jochen Rindt    | Cooper-Maserati | 1 min 27 s 4 | + 2 s 1 |
| 9    | Pedro Rodríguez | Cooper-Maserati | 1 min 27 s 9 | + 2 s 6 |
| 10   | Bruce McLaren   | Eagle-Weslake   | 1 min 28 s 1 | + 2 s 8 |
| 11   | Mike Spence     | BRM             | 1 min 28 s 3 | + 3 s 0 |
| 12   | Jackie Stewart  | BRM             | 1 min 28 s 7 | + 3 s 4 |
| 13   | Chris Irwin     | BRM             | 1 min 29 s 6 | + 4 s 3 |
| 14   | David Hobbs     | BRM             | 1 min 30 s 1 | + 4 s 8 |
| 15   | Alan Rees       | Cooper-Maserati | 1 min 30 s 3 | + 5 s 0 |
| 16   | Bob Anderson    | Brabham-Climax  | 1 min 30 s 8 | + 5 s 5 |
| 17   | Joseph Siffert  | Cooper-Maserati | 1 min 31 s 0 | + 5 s 7 |
| 18   | Piers Courage   | BRM             | 1 min 31 s 6 | + 6 s 3 |
| 19   | Silvio Moser    | Cooper-ATS      | 1 min 32 s 9 | + 7 s 6 |
| 20   | Guy Ligier      | Brabham-Repco   | 1 min 34 s 9 | + 9 s 6 |

### Tableau final des qualifications

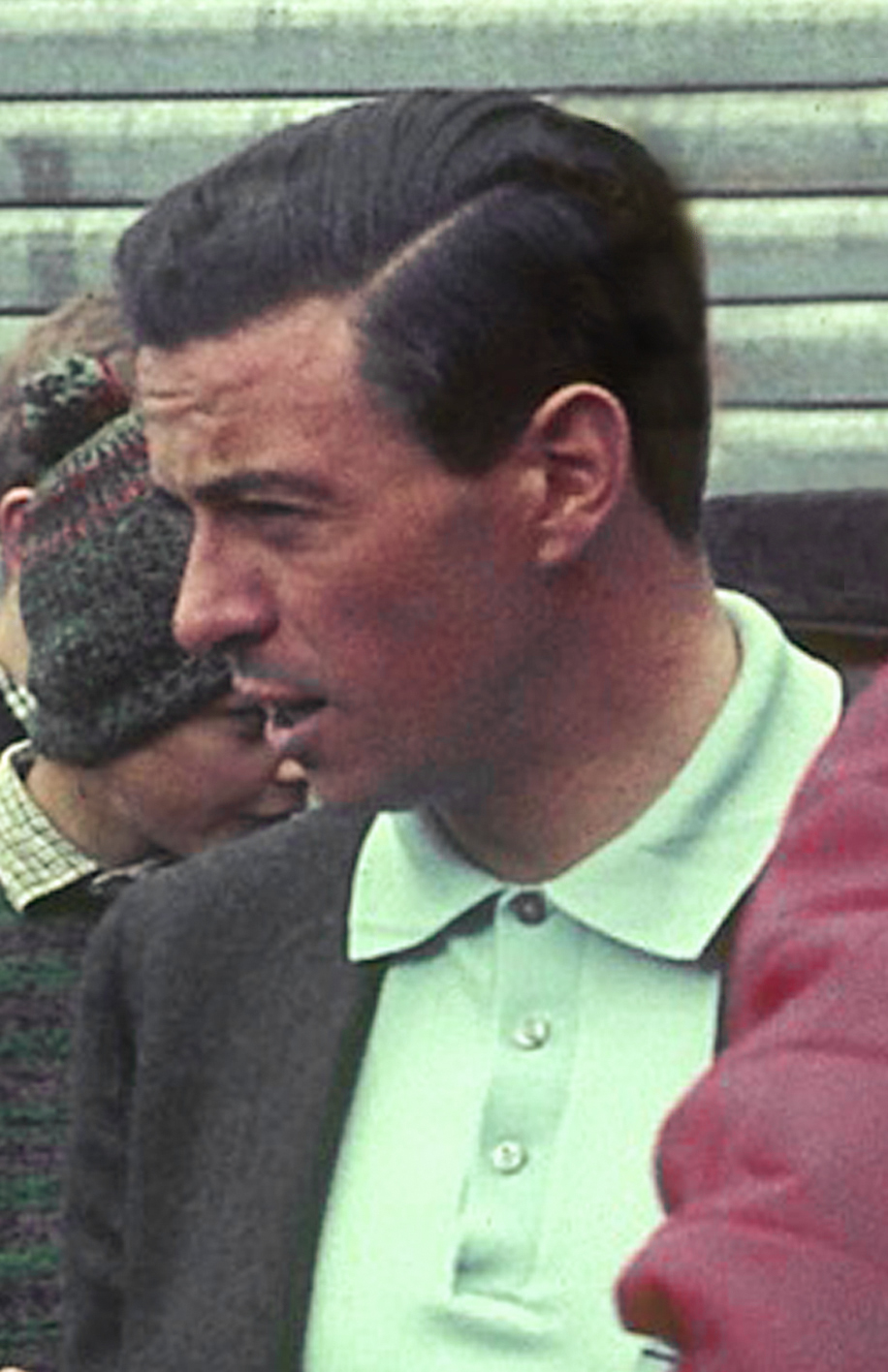
Jim Clark a dominé les essais qualificatifs et s'élancera en pole position.

| Pos. | Pilote          | Écurie          | Temps        | Écart   | Commentaire                       |
| ---- | --------------- | --------------- | ------------ | ------- | --------------------------------- |
| 1    | Jim Clark       | Lotus-Ford      | 1 min 25 s 3 |         | temps réalisé le vendredi matin   |
| 2    | Graham Hill     | Lotus-Ford      | 1 min 26 s 0 | + 0 s 7 | temps réalisé le vendredi matin   |
| 3    | Jack Brabham    | Brabham-Repco   | 1 min 26 s 2 | + 0 s 9 | temps réalisé le vendredi matin   |
| 4    | Denny Hulme     | Brabham-Repco   | 1 min 26 s 3 | + 1 s 0 | temps réalisé le vendredi matin   |
| 5    | Dan Gurney      | Eagle-Weslake   | 1 min 26 s 4 | + 1 s 1 | temps réalisé le vendredi matin   |
| 6    | Chris Amon      | Ferrari         | 1 min 26 s 9 | + 1 s 6 | temps réalisé le vendredi matin   |
| 7    | John Surtees    | Honda           | 1 min 27 s 2 | + 1 s 9 | temps réalisé le vendredi matin   |
| 8    | Jochen Rindt    | Cooper-Maserati | 1 min 27 s 4 | + 2 s 1 | temps réalisé le vendredi matin   |
| 9    | Pedro Rodríguez | Cooper-Maserati | 1 min 27 s 9 | + 2 s 6 | temps réalisé le vendredi matin   |
| 10   | Bruce McLaren   | Eagle-Weslake   | 1 min 28 s 1 | + 2 s 8 | temps réalisé le vendredi matin   |
| 11   | Mike Spence     | BRM             | 1 min 28 s 3 | + 3 s 0 | temps réalisé le vendredi matin   |
| 12   | Jackie Stewart  | BRM             | 1 min 28 s 7 | + 3 s 4 | temps réalisé le vendredi matin   |
| 13   | Chris Irwin     | BRM             | 1 min 29 s 6 | + 4 s 3 | temps réalisé le vendredi matin   |
| 14   | David Hobbs     | BRM             | 1 min 30 s 1 | + 4 s 8 | temps réalisé le vendredi matin   |
| 15   | Alan Rees       | Cooper-Maserati | 1 min 30 s 3 | + 5 s 0 | temps réalisé le vendredi matin   |
| 16   | Piers Courage   | BRM             | 1 min 30 s 4 | + 5 s 1 | temps réalisé le jeudi après-midi |
| 17   | Bob Anderson    | Brabham-Climax  | 1 min 30 s 7 | + 5 s 4 | temps réalisé le jeudi matin      |
| 18   | Joseph Siffert  | Cooper-Maserati | 1 min 31 s 0 | + 5 s 7 | temps réalisé le vendredi matin   |
| 19   | Joakim Bonnier  | Cooper-Maserati | 1 min 32 s 0 | + 6 s 7 | temps réalisé le jeudi matin      |
| 20   | Silvio Moser    | Cooper-ATS      | 1 min 32 s 9 | + 7 s 6 | temps réalisé le vendredi matin   |
| 21   | Guy Ligier      | Brabham-Repco   | 1 min 34 s 8 | + 9 s 5 | temps réalisé le jeudi après-midi |

## Grille de départ
| 1re ligne | Pos. 4                      |                             | Pos. 3                        |                           | Pos. 2                        |                             | Pos. 1                    |
|           | Hulme Brabham 1 min 26 s 3  |                             | Brabham 1 min 26 s 2          |                           | G. Hill Lotus 1 min 26 s 0    |                             | Clark Lotus 1 min 25 s 3  |
| 2e ligne  |                             | Pos. 7                      |                               | Pos. 6                    |                               | Pos. 5                      |                           |
|           |                             | Surtees Honda 1 min 27 s 2  |                               | Amon Ferrari 1 min 26 s 9 |                               | Gurney Eagle 1 min 26 s 4   |                           |
| 3e ligne  | Pos. 11                     |                             | Pos. 10                       |                           | Pos. 9                        |                             | Pos. 8                    |
|           | Spence BRM 1 min 28 s 3     |                             | McLaren Eagle 1 min 28 s 1    |                           | Rodriguez Cooper 1 min 27 s 9 |                             | Rindt Cooper 1 min 27 s 4 |
| 4e ligne  |                             | Pos. 14                     |                               | Pos. 13                   |                               | Pos. 12                     |                           |
|           |                             | Hobbs BRM 1 min 30 s 1      |                               | Irwin BRM 1 min 29 s 6    |                               | Stewart BRM 1 min 28 s 7    |                           |
| 5e ligne  | Pos. 18                     |                             | Pos. 17                       |                           | Pos. 16                       |                             | Pos. 15                   |
|           | Siffert Cooper 1 min 31 s 0 |                             | Anderson Brabham 1 min 30 s 7 |                           | Emplacement vide              |                             | Rees Cooper 1 min 30 s 3  |
| 6e ligne  |                             | Pos. 21                     |                               | Pos. 20                   |                               | Pos. 19                     |                           |
|           |                             | Ligier Brabham 1 min 34 s 8 |                               | Moser Cooper 1 min 32 s 9 |                               | Bonnier Cooper 1 min 32 s 0 |                           |

- Auteur du seizième temps sur sa BRM, Piers Courage aurait dû s'élancer de la cinquième ligne mais a dû déclarer forfait, sa monoplace étant utilisée par Chris Irwin pour la course.

## Déroulement de la course
Dans la nuit du vendredi au samedi, les mécaniciens du Team Lotus ont préparé une nouvelle voiture pour Graham Hill, partant d'une coque entièrement neuve sur laquelle ils ont greffé les éléments mécaniques récupérés sur la monoplace accidentée lors de la dernière séance d'essais. Ne disposant pas d'un capot avant de rechange, un nez de Lotus 33 a été adapté sur la Lotus 49, dont l'assemblage s'achève juste avant le tour de chauffe, à quinze heures. Cent vingt mille spectateurs assistent au départ de la course, sous un ciel dégagé. Jim Clark exploite parfaitement sa pole position et vire le premier à Copse devant son coéquipier Hill, les deux Lotus précédant Chris Amon (Ferrari) et Jack Brabham. Denny Hulme, sur la deuxième Brabham, a totalement manqué son envol et se trouve noyé au milieu du peloton. Clark repasse légèrement détaché devant les tribunes, Hill menant un petit groupe de chasse comprenant Brabham, Amon et Dan Gurney (Eagle). Auteur d'un excellent départ depuis la quatrième ligne, Jackie Stewart suit à quelques secondes, sa BRM devançant la Honda de John Surtees, la Brabham de Hulme et les Cooper de Pedro Rodríguez et Jochen Rindt. Au cours du second tour, Brabham déborde Hill pour le gain de la deuxième place, tandis que Hulme dépasse facilement Surtees et revient rapidement sur Stewart. Au passage suivant, le Néo-Zélandais, qui s'est approprié le record du circuit à près de 195 km/h de moyenne, est devant la BRM. De l'huile s'échappe du moteur de Rindt, tombant sur le pot d'échappement, et le pilote autrichien va bientôt devoir regagner son stand. La piste est un peu souillée et l'allure diminue sensiblement. Après cinq tours, Clark compte un peu plus de deux secondes d'avance sur Brabham, le champion du monde étant à la tête d'un groupe comprenant Hill, Amon, Gurney et Hulme, bien revenu. Septième, Stewart n'a pu tenir le rythme et compte déjà dix secondes de retard ; il devance de quelques longueurs Rodríguez, Surtees et McLaren. Rindt a repris la piste, après un long arrêt, et navigue en avant-dernière position. À la fin du sixième tour, Hulme se porte au niveau de Gurney, les deux hommes passant la ligne côte à côte avant que le Néo-Zélandais ne prenne l'avantage au virage suivant, s'emparant de la cinquième place. Brabham commence à être gêné par d'importantes vibrations (probablement dues à la perte d'une masselotte d'équilibrage de roue arrière) et Hill en profite pour le dépasser au cours du huitième tour, alors que Hulme est maintenant au coude-à-coude avec Gurney. L'Américain ne peut résister et cède bientôt sa quatrième place. À la fin du dixième tour, Clark possède une marge de quatre secondes et demie sur son coéquipier Hill, la deuxième Lotus étant légèrement détachée devant Brabham et Hulme. Amon et Gurney ne sont pas très loin. Stewart a été débordé par Rodríguez et McLaren, le trio accusant déjà une vingtaine de secondes de retard sur les leaders. Handicapé par des problèmes d'injection, Surtees a perdu le contact avec ce groupe.

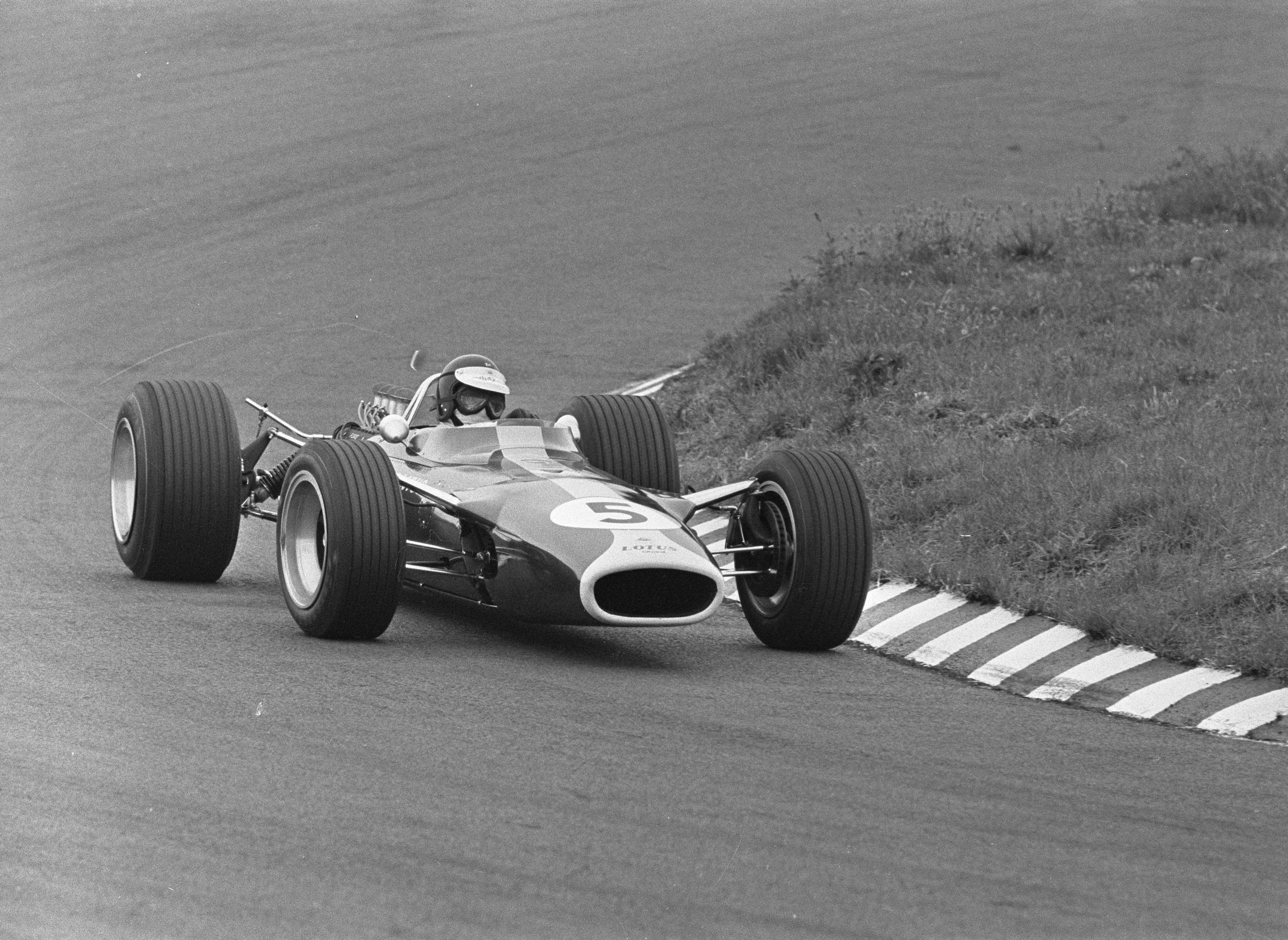
Jim Clark au volant de sa Lotus 49. Longtemps dans le sillage de son coéquipier Graham Hill (une nouvelle fois très malchanceux), le champion écossais a ensuite pris le relais pour remporter son cinquième Grand prix de Grande-Bretagne.

De plus en plus gêné par les vibrations, Brabham laisse passer son coéquipier Hulme, qui le talonnait depuis quelques tours. Ce dernier se retrouve dans les roues de Hill. Le Britannique, qui a pris confiance dans le comportement de la monoplace qu'il étrenne, hausse alors le rythme pour tenter de prendre un peu de champ. Alors que McLaren a abandonné, moteur cassé, Hill se rapproche progressivement de Clark. Au quart de la course, moins de deux secondes séparent les deux Lotus de tête, tandis que le trio Hulme/Brabham/Amon est à environ cinq secondes derrière. Gurney tente de s'intégrer à ce groupe, mais est légèrement décroché. Isolé à la septième place, Rodríguez accuse près de quarante secondes de retard. Il a distancé Stewart, dont la transmission est en train de lâcher et qui va abandonner. Hill est à ce moment le plus rapide en piste et il ne tarde pas rattraper Clark. Il le talonne quelque temps avant de lui ravir le commandement au cours du vingt-sixième tour. Il va s'en détacher progressivement, l'écart augmentant de quelques dixièmes à chaque passage avant de se stabiliser à deux secondes. Hulme, Brabham et Amon, toujours dans cet ordre, accusent désormais plus de dix secondes de retard. Gurney, aux prises avec un embrayage qui patine, a encore perdu un peu de terrain et devra renoncer avant la mi-course. À ce stade, Hill précède toujours son coéquipier de deux secondes, Hulme, toujours troisième, étant maintenant à quinze secondes. Brabham a perdu le contact mais parvient cependant à contenir Amon, qui semble plus rapide mais ne parvient pas à trouver l'ouverture. Rodriguez est sixième, à bonne distance, les autres concurrents, emmenés par Surtees, accusant plus d'un tour de retard. Les positions paraissent établies, Clark tenant le rythme mais ne semblant pas en mesure de reprendre l'avantage sur son coéquipier et Hulme assurant sa troisième place, protégé par son «patron» qui contient toujours Amon. Un doublé Lotus se profile quand, au début du cinquante-cinquième tour, la suspension arrière gauche de la voiture de Hill s'affaisse soudainement. Le pilote britannique se range sur le bord de la piste au niveau du virage de Becketts, constate les dégâts et regagne son stand au ralenti, avec une roue brinquebalante. Clark se retrouve seul en tête avec une vingtaine de secondes d'avance sur Hulme, qui a distancé le duo Brabham/Amon. Cinquième, Rodríguez est à plus d'un tour tandis que Surtees, sixième, est toujours pénalisé par ses problèmes d'injection et compte près de deux tours de retard. Cependant, les mécaniciens parviennent à réparer la suspension de Hill, qui reprend la piste deux minutes plus tard ; il est désormais septième, à environ vingt-cinq secondes de Surtees qu'il va essayer de rattraper. Il revient très rapidement sur lui mais, alors qu'il n'est plus qu'à cinq secondes de la Honda, un arbre à cames du V8 Cosworth casse, mettant un terme à sa remontée. À quinze tours de l'arrivée, Clark, qui calque désormais son allure sur celle de ses poursuivants, a toujours une bonne vingtaine de secondes de marge sur Hulme. Brabham est à quatre secondes de son coéquipier, toujours en pleine bagarre avec Amon. Les autres sont très loin. La bataille pour la troisième place continue à tenir le public en haleine. Les vibrations subies par la monoplace de Brabham sont telles que le champion du monde a depuis longtemps perdu ses deux rétroviseurs et qu'il négocie ses virages sans voir où Amon porte ses attaques. Toutefois, à la fin du soixante-seizième tour, Amon parvient à parfaitement négocier le virage de Woodcote et à se porter à la hauteur de son adversaire au niveau des stands. Retardant son freinage, le Néo-Zélandais prend l'avantage dans la courbe de Copse, s'emparant de la troisième place. Il va faire le maximum pour revenir sur Hulme, mais ne pourra que réduire l'écart sur son compatriote. Clark remporte son cinquième Grand Prix de Grande-Bretagne, Hulme, deuxième, consolidant sa place en tête du championnat. Amon obtient une belle troisième place, devant Brabham dont la monoplace a résisté jusqu'au bout. Bien qu'attardés, Rodríguez et Surtees inscrivent des points.

### Classements intermédiaires
Classements intermédiaires des monoplaces aux premier, deuxième, troisième, cinquième, huitième, dixième, douzième, quinzième, vingtième, vingt-cinquième, trentième, quarantième, cinquantième, soixantième et soixante-dixième tours,.

### Classement de la course
| Pos  | N° | Pilote          | Écurie          | Tours | Temps/Abandon                 | Grille | Points |
| ---- | -- | --------------- | --------------- | ----- | ----------------------------- | ------ | ------ |
| 1    | 5  | Jim Clark       | Lotus-Ford      | 80    | 1 h 59 min 25 s 6             | 1      | 9      |
| 2    | 2  | Denny Hulme     | Brabham-Repco   | 80    | 1 h 59 min 38 s 4 (+ 12 s 8)  | 4      | 6      |
| 3    | 8  | Chris Amon      | Ferrari         | 80    | 1 h 59 min 42 s 2 (+ 16 s 6)  | 6      | 4      |
| 4    | 1  | Jack Brabham    | Brabham-Repco   | 80    | 1 h 59 min 47 s 4 (+ 21 s 8)  | 3      | 3      |
| 5    | 12 | Pedro Rodriguez | Cooper-Maserati | 79    | 2 h 00 min 09 s 6 (+ 1 tour)  | 9      | 2      |
| 6    | 7  | John Surtees    | Honda           | 78    | 2 h 00 min 26 s 2 (+ 2 tours) | 7      | 1      |
| 7    | 15 | Chris Irwin     | BRM             | 77    | 1 h 59 min 47 s 6 (+ 3 tours) | 13     |        |
| 8    | 20 | David Hobbs     | BRM             | 77    | 2 h 00 min 45 s 0 (+ 3 tours) | 14     |        |
| 9    | 14 | Alan Rees       | Cooper-Maserati | 76    | 1 h 59 min 51 s 4 (+ 4 tours) | 15     |        |
| 10   | 18 | Guy Ligier      | Brabham-Repco   | 76    | 2 h 00 min 19 s 2 (+ 4 tours) | 21     |        |
| Abd. | 19 | Bob Anderson    | Brabham-Climax  | 67    | Moteur                        | 17     |        |
| Abd. | 6  | Graham Hill     | Lotus-Ford      | 64    | Arbre à cames                 | 2      |        |
| Abd. | 4  | Mike Spence     | BRM             | 44    | Allumage                      | 11     |        |
| Abd. | 9  | Dan Gurney      | Eagle-Weslake   | 34    | Embrayage                     | 5      |        |
| Abd. | 22 | Silvio Moser    | Cooper-ATS      | 29    | Pression d'huile              | 20     |        |
| Abd. | 11 | Jochen Rindt    | Cooper-Maserati | 26    | Moteur                        | 8      |        |
| Abd. | 3  | Jackie Stewart  | BRM             | 20    | Transmission                  | 12     |        |
| Abd. | 10 | Bruce McLaren   | Eagle-Weslake   | 14    | Moteur                        | 10     |        |
| Abd. | 17 | Jo Siffert      | Cooper-Maserati | 10    | Moteur                        | 18     |        |
| Abd. | 23 | Jo Bonnier      | Cooper-Maserati | 0     | Moteur                        | 9      |        |
| Np.  | 16 | Piers Courage   | BRM             | 0     | Non partant                   |        |        |

Légende :
- Abd.=Abandon

### Pole position et record du tour
- Pole position :  Jim Clark (Lotus) en 1 min 25 s 3 (vitesse moyenne : 198,823 km/h). Temps réalisé lors de la séance d'essais du vendredi 14 juillet[21].
- Meilleur tour en course :  Denny Hulme (Brabham) en 1 min 27 s 0 (vitesse moyenne : 194,938 km/h) au troisième tour.

#### Évolution du meilleur tour en course
Le meilleur tour fut amélioré trois fois au cours de l'épreuve.

### Tours en tête
- Jim Clark : 51 tours (1-25 / 55-80)
- Graham Hill : 29 tours (26-54)

## Classement général à l'issue de la course
- Attribution des points : 9, 6, 4, 3, 2, 1 respectivement aux six premiers de chaque épreuve.
- Pour la coupe des constructeurs, même barème et seule la voiture la mieux classée de chaque équipe inscrit des points.
- Le championnat est divisé en deux demi-saisons, seuls les cinq meilleurs résultats (sur six épreuves) étant retenus pour la première et les quatre meilleurs (sur cinq épreuves) pour la deuxième[21].

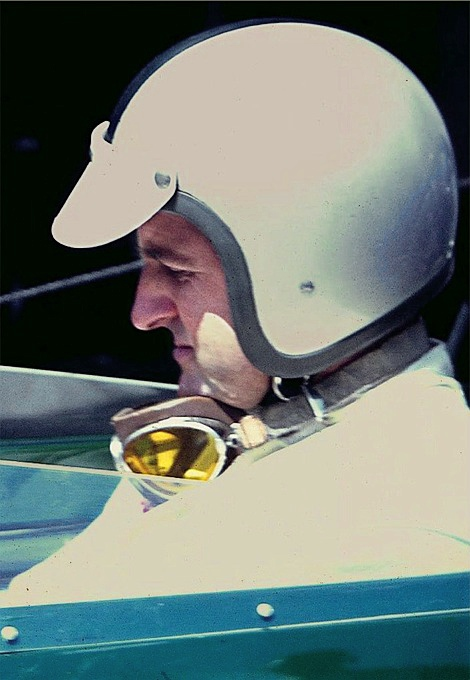
Denny Hulme, en tête du classement provisoire du championnat du monde à l'issue de la première demi-saison.

| Pos. | Pilote              | Écurie  | Points | AFS | MON | NL | BEL | FRA | GBR | 1re ½ saison | ALL | CAN | ITA | USA | MEX | 2e ½ saison |
| ---- | ------------------- | ------- | ------ | --- | --- | -- | --- | --- | --- | ------------ | --- | --- | --- | --- | --- | ----------- |
| 1    | Denny Hulme         | Brabham | 28     | 3   | 9   | 4  | -   | 6   | 6   | 28           |     |     |     |     |     |             |
| 2    | Jim Clark           | Lotus   | 19     | -   | -   | 9  | 1   | -   | 9   | 19           |     |     |     |     |     |             |
|      | Jack Brabham        | Brabham | 19     | 1   | -   | 6  | -   | 9   | 3   | 19           |     |     |     |     |     |             |
| 4    | Chris Amon          | Ferrari | 15     | -   | 4   | 3  | 4   | -   | 4   | 15           |     |     |     |     |     |             |
| 5    | Pedro Rodríguez     | Cooper  | 14     | 9   | 2   | -  | -   | 1   | 2   | 14           |     |     |     |     |     |             |
| 6    | Jackie Stewart      | BRM     | 10     | -   | -   | -  | 6   | 4   | -   | 10           |     |     |     |     |     |             |
| 7    | Dan Gurney          | Eagle   | 9      | -   | -   | -  | 9   | -   | -   | 9            |     |     |     |     |     |             |
| 8    | John Love           | Cooper  | 6      | 6   | -   | -  | -   | -   | -   | 6            |     |     |     |     |     |             |
|      | Graham Hill         | Lotus   | 6      | -   | 6   | -  | -   | -   | -   | 6            |     |     |     |     |     |             |
| 10   | John Surtees        | Honda   | 5      | 4   | -   | -  | -   | -   | 1   | 5            |     |     |     |     |     |             |
| 11   | Bruce McLaren       | McLaren | 3      | -   | 3   | -  | -   | -   | -   | 3            |     |     |     |     |     |             |
|      | Jochen Rindt        | Cooper  | 3      | -   | -   | -  | 3   | -   | -   | 3            |     |     |     |     |     |             |
|      | Joseph Siffert      | Cooper  | 3      | -   | -   | -  | -   | 3   | -   | 3            |     |     |     |     |     |             |
|      | Mike Spence         | BRM     | 3      | -   | 1   | -  | 2   | -   | -   | 3            |     |     |     |     |     |             |
| 15   | Bob Anderson        | Brabham | 2      | 2   | -   | -  | -   | -   | -   | 2            |     |     |     |     |     |             |
|      | Mike Parkes         | Ferrari | 2      | -   | -   | 2  | -   | -   | -   | 2            |     |     |     |     |     |             |
|      | Chris Irwin         | BRM     | 2      | -   | -   | -  | -   | 2   | -   | 2            |     |     |     |     |     |             |
| 18   | Ludovico Scarfiotti | Ferrari | 1      | -   | -   | 1  | -   | -   | -   | 1            |     |     |     |     |     |             |

| Pos. | Écurie          | Points | AFS | MON | NL | BEL | FRA | GBR | 1re ½ saison | ALL | CAN | ITA | USA | MEX | 2e ½ saison |
| ---- | --------------- | ------ | --- | --- | -- | --- | --- | --- | ------------ | --- | --- | --- | --- | --- | ----------- |
| 1    | Brabham-Repco   | 33     | 3   | 9   | 6  | -   | 9   | 6   | 33           |     |     |     |     |     |             |
| 2    | Lotus-Ford      | 19     | -   | -   | 9  | 1   | -   | 9   | 19           |     |     |     |     |     |             |
|      | Cooper-Maserati | 19     | 9   | 2   | -  | 3   | 3   | 2   | 19           |     |     |     |     |     |             |
| 4    | Ferrari         | 15     | -   | 4   | 3  | 4   | -   | 4   | 15           |     |     |     |     |     |             |
| 5    | BRM             | 11     | -   | 1   | -  | 6   | 4   | -   | 11           |     |     |     |     |     |             |
| 6    | Eagle-Weslake   | 9      | -   | -   | -  | 9   | -   | -   | 9            |     |     |     |     |     |             |
| 7    | Cooper-Climax   | 6      | 6   | -   | -  | -   | -   | -   | 6            |     |     |     |     |     |             |
|      | Lotus-BRM       | 6      | -   | 6   | -  | -   | -   | -   | 6            |     |     |     |     |     |             |
| 9    | Honda           | 5      | 4   | -   | -  | -   | -   | 1   | 5            |     |     |     |     |     |             |
| 10   | McLaren-BRM     | 3      | -   | 3   | -  | -   | -   | -   | 3            |     |     |     |     |     |             |
| 11   | Brabham-Climax  | 2      | 2   | -   | -  | -   | -   | -   | 2            |     |     |     |     |     |             |

## À noter
- 22e victoire en championnat du monde pour Jim Clark.
- 27e victoire en championnat du monde pour Lotus en tant que constructeur.
- 2e victoire en championnat du monde pour Cosworth en tant que motoriste.